# Zena (New York)
Pour les articles homonymes, voir Zena.
Zena est une census-designated place du comté d'Ulster, dans l'État de New York, aux États-Unis,. En 2020, elle compte une population de 1 038 habitants.